# Alfred Goldenberg
Pour les articles homonymes, voir Goldenberg.
Paul Frédéric Alfred Goldenberg, né le 28 janvier 1831 à Molsheim (Bas-Rhin) et mort le 3 novembre 1897 à Ermont (Seine-et-Oise, actuellement Val-d'Oise), était un industriel et député protestataire alsacien.

## Biographie
Fils et petit-fils d'industriels originaires de Remscheid (où son grand-père possédait plusieurs usines au début du 18e siècle), Alfred Goldenberg naît à Molsheim en 1831. À l'âge de six ans, il quitte avec sa famille Dorlisheim-Molsheim pour le Zornhoff.
Menant des études d'ingénieur civil, il fait plusieurs années de stages dans l'industrie de la transformation du fer en Angleterre, notamment à Sheffield. À partir de 1862, il partage la direction de l'usine fondée par son père, avec ce dernier. Alfred Goldenberg en devient le seul directeur à partir du 9 avril 1872.
De 1865 à 1871, il est maire de Monswiller (Bas-Rhin) et de 1879 à 1882, il est membre du Bezirkstag et du Landesausschuss du territoire d'empire d’Alsace-Lorraine.
À la suite d'une élection partielle, consécutive à la démission d'Auguste Schneegans, il est élu député au Reichstag pour le Protestpartei (littéralement Parti protestaire) et représente la circonscription de Saverne. Réélu en 1881, 1884 et 1887, il ne se représente pas aux élections législatives de 1890 et met ainsi fin à sa carrière politique.

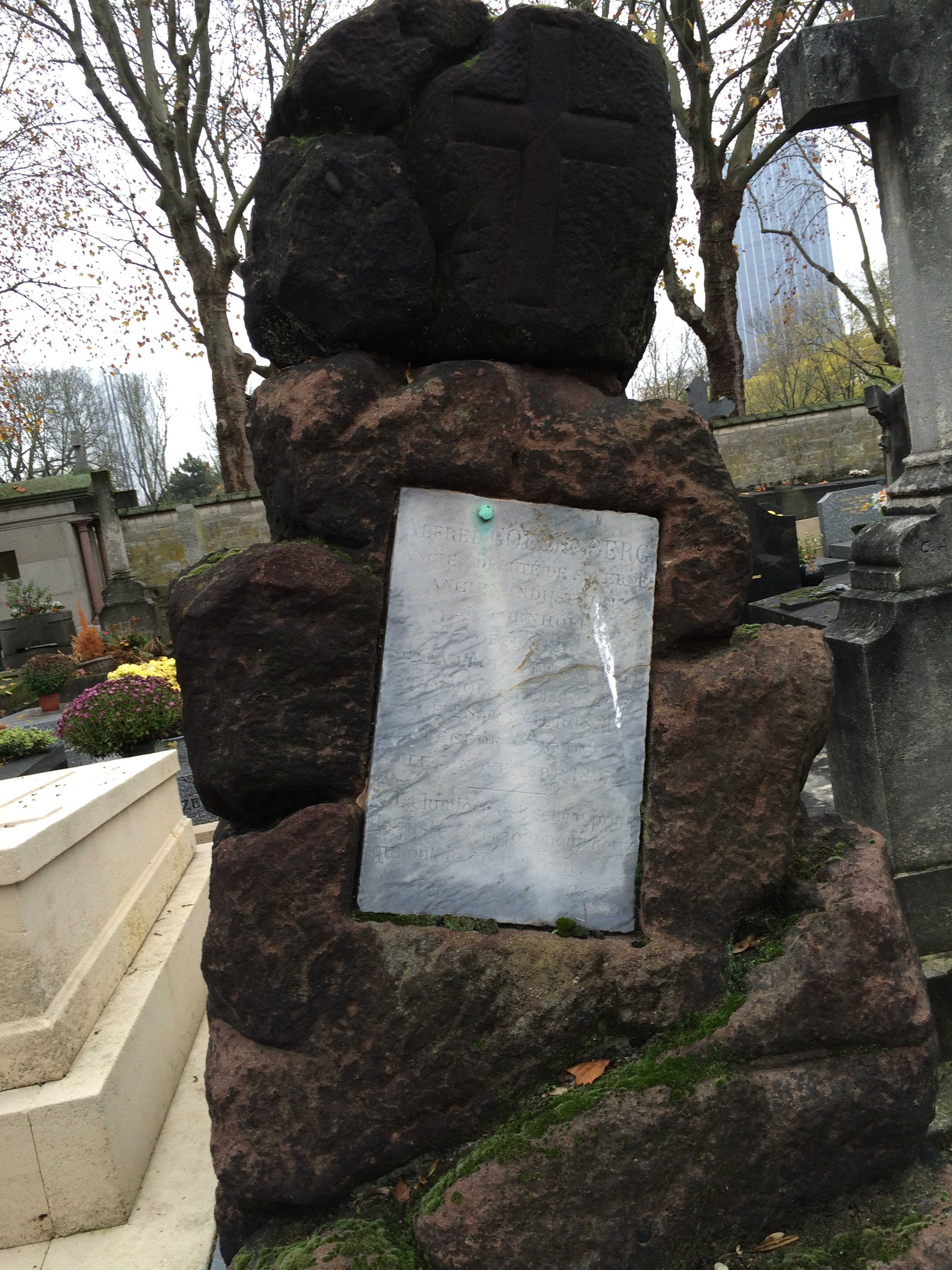
Tombe d'Alfred Goldenberg au cimetière du Montparnasse (division 26, petit cimetière).

Il passe la fin de sa vie en région parisienne, à Ermont, commune dans laquelle il meurt en 1897. Il est inhumé au cimetière du Montparnasse (division 26, petit cimetière).

## Décorations et prix
- Officier de la Légion d'honneur
- Ordre de la Couronne (1879)
- Prix Monthyon (1872)

### Œuvres
- 1868 : Observations sur la suppression de la vaine pâture
- 1868 : Le travail des enfants dans les manufactures et ateliers (texte autographe adressé au ministère)
- 1869 : Discours au Comice agricole de l’arrondissement de Saverne
- 1870 : Les devoirs de l'État envers les populations forestières